# Intres (bedrijf)
Intres B.V. (International Retail Support) was een Nederlandse retailorganisatie, gevestigd in Hoevelaken. Het bedrijf leverde verschillende diensten aan eigenaren van winkels en was franchisegever van formules als Intersport en Libris. Toenmalig algemeen directeur was Peter Dirks. Het stond met de omzet over 2005 en 2006 én het aantal medewerkers op de 100e plaats op de lijst van Nederlandse bedrijven.

## Geschiedenis
Intres was ontstaan uit fusies van verschillende inkoopcombinaties. De oudste onderdelen zijn in 1918 opgericht. Fusies in 1964 (Noord-Nederland met Ingo), 1976 (Topkring met Ceniko), 1992 (Topkring met Obema) en 1997 (Beco met Intres) hebben voor het huidige bedrijf, dat vier verschillende branches bedient, gezorgd. Doordat het bedrijf ontstaan is uit fusies van verschillende inkoopcombinaties had het een coöperative rechtsvorm. Intres B.V., waarin alle activiteiten zitten, was geheel eigendom van de coöperatie Intres U.A., waarvan alle aangesloten leden dus indirect eigenaren waren. 

## Activiteiten

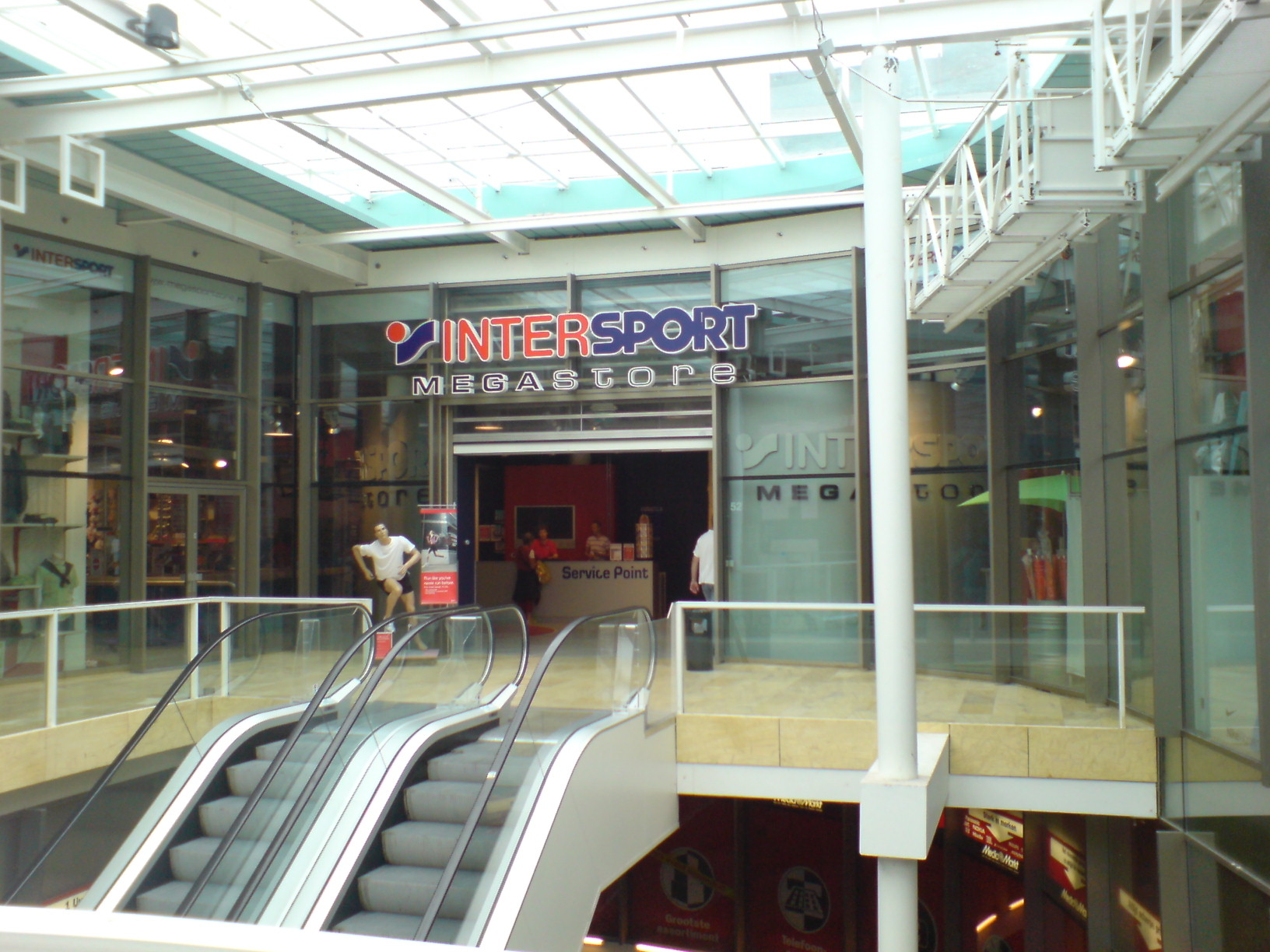
Een Intersport Megastore in Groningen

De activiteiten van Intres waren in te delen in vier divisies: Mode, Wonen, Intersport Nederland en Media. Deze vier onderdelen beheerden formules als First Lady, Lin-o-Lux, Garant Meubel, Intersport, Coach, Blz. en Libris.
De leden konden profiteren van inkoopvoordeel doordat met een grotere groep ondernemers wordt ingekocht. Naast de formulebedrijven had Intres ook diensten als centrale betaling en commerciële services (marketing).
Zo werden er voor samenwerkende groepen van ondernemers consumentenwebsites ontwikkeld. Er werd ook gewerkt aan het nieuwe winkelen.

## Cijfers
In 2007 had Intres 1237 leden met 1874 vestigingen. Ook leverde Intres centrale betaaldiensten voor 2419 ondernemingen. De omzet in 2007 bedroeg 975 miljoen (waarvan het grootste deel betrekking heeft op de activiteit Centraal Betalen) en de winst 1,259 miljoen euro.

## Positie
De leden van Intres in Nederland realiseerden een consumentenomzet van 2,1 miljard euro. De formules en Intersport zijn marktleiders in hun branche. In 2012 besloot Intres te fuseren met zijn grootste concurrent, Euretco.